# 本初之海
本初之海，是日本純種競賽馬匹，生涯活躍於一哩至中距離賽事，尤其擅長1800米的路程，曾於2022年勝出杜拜草地大賽及於2023年勝出沙特盃。由於其生涯勝出的兩場一級賽均是於海外舉辦且獎金極高的賽事，因而擁有「世界的本初之海」（世界のパンサラッサ）的稱號。另外，由於其競賽生涯中主要使用極為震撼的快放大逃戰術，因而亦有「世界的逃亡者」（世界の逃亡者）的外號。

## 出賽前
2017年3月1日出生於北海道新日高町木村秀則牧場，成長途中於一口馬主俱樂部Hiroo Race Co. Ltd.進行馬主募集。
其後交由栗東訓練中心練馬師矢作芳人訓練。

## 競賽生涯

### 2歲
2019年9月21日出戰阪神競馬場2歲新馬戰，然而於比賽途中未能順利加速，最終以第六完賽。
其後以連戰的姿態出戰2歲未勝利戰，於直路一度取得領先之下被後方的紅線情牽超越，最終以1 1/4馬位落敗。
10月12日出戰2歲未勝利戰，縱然需要面對變成大爛地的賽道，但其仍然可以於比賽途中保持於第二的位置，通過第四彎道時候逐步發力衝出，最終於直路不斷拉開對手以大差的優勢贏得首勝。
然而其後未能保持優秀的戰績，出戰一捷馬戰歐石楠賞及一級賽希望錦標均以第六落敗。

### 3歲
2020年其主要出戰表列賽，間中會越級挑戰分級賽，但最終搬屋然不解之下僅於6月20日的3歲以上一捷馬戰取得優勝，其他賽事均未能掄元。

### 4歲
2021年2月7日出戰公開賽關門橋錦標，比賽途中於第四的位置展開推進下於直路一度衝出取得領先，可惜於最後關頭被後上的World Winds超越以頸位差距獲得第二。
其後出戰中山紀念僅跑獲第七，於讀賣盃上更比檢查出左前腳不良於行而被除外。
休養過後於10月17日出戰表列賽十月錦標，比賽初段騎師吉田豐指揮其積極搶佔位置進行快放，於比賽途中將對手越拉越遠。進入直路後，其繼續保持速度於進行衝刺，最終成功抵擋後方賽駒的壓力，以頭位優勢壓贏對手取得時隔1年4個月的勝利。
11月14日出戰出戰福島紀念，比賽初段再度採用快放戰術下做出前1000米57.3秒的超快步速，進入直路後繼續保持優勢，最終成功拉開第二的妥保存取得首個分級賽冠軍。
其後出戰有馬紀念，雖然於比賽初段選擇領放並維持自身節奏，但於進入直路後未能繼續保持衝勁，最終失速之下以第十三大敗。

### 5歲
2022年首戰爲中山紀念，比賽初段迅速衝出之下奪取主導權，隨後更再度跑出前1000米57.6秒的超快步速。進入直路後，其繼續以超快的巡航速度拉開和對手的距離，最終成功阻止後上馬空手道的來襲下以2 1/2馬位優勢再度贏得分級賽冠軍。
其後陣營安排其遠征阿聯酋，以杜拜草地大賽爲目標。比賽開始後，其再度施展自身擅長的領放戰術，一直和後方賽駒保持約莫1馬位的距離直至進入直路。進入直路後，其不斷衝刺以求保持領先的優秀，最終和諾斯勳爵及陳年美酒以平頭的姿態衝線。而經過賽會的照片判定，最終本初之海成功和諾斯勳爵一同獲得平頭冠軍，達成首個一級賽優勝。
回國後以寶塚紀念作爲目標，雖然於比賽初段成功領放，但於直路中段經已早早被後方的領銜超越，最終失去衝勁進一步失速之下以第八完賽。
有鑒於寶塚紀念的失利，陣營放棄遠征法國凱旋門大賽的計劃，改爲安排其出戰札幌紀念。然而於比賽途中，受到後方賽駒的壓迫下，其於領放途中的節奏並未和以往一般順暢，最終未能保持優勢之下於直路被金積驥超越，以頸位差距落敗得第二。
秋季以秋季天皇賞作爲年度首戰，比賽初段搶佔有利位置下逐步帶出，並於前1000米做出57.4秒的超快步速（此時間與無聲鈴鹿1998年一戰相同，因而被馬迷稱爲歷史重現）。進入直路後，其仍應和後方主馬群保持約莫15馬位以上的差距，然而於直路最後關頭稍爲力弱下，比轟出後600米32.7秒恐怖末腳的春秋分超越，最終以1馬位敗於對手取得第二。
12月按照計劃接受香港賽馬會的邀請出戰香港盃，然而比賽初段漏閘之下需要花費更多體力搶佔位置，最終於直路耗盡體力之下失速以第十落敗。

### 6歲
2023年首戰即爲沙特阿拉伯的沙特盃，爲其首次出戰泥地一級賽。比賽開始後，其於最內檔位置起步下順利帶出，於前800米跑出約莫45秒的步速。進入直路後，其仍然於前方位置堅守自身的優勢，雖然於最後200米表現出稍爲力弱的姿態，但仍然成功堅持並抵擋後方一出成名的追擊，最終以3/4馬位優勢取得第二個一級賽冠軍。憑借此次勝利，其成爲首匹海外草地及泥地一級賽雙制霸的日本馬，同時高達1000萬美金的頭馬獎金亦令其以18億4466萬3200日圓的總獎金位列當時日本獎金王第三位，僅次於九冠馬杏目及七冠馬北部玄駒。
其後乘勢前往阿聯酋出戰杜拜世界盃，賽前獲得第二人氣。比賽開始後，縱然其處於外檔起步，但仍然選擇內閃搶佔位置領放。然而通過第四彎道時，其經已表現出失速的狀態，最終未能保持速度下以第十大敗。
回國稍爲調整後陣營宣佈安排其遠征英國，以薩塞克斯錦標接戰英國國際錦標的路線行進，然而出現韌帶炎症狀下，不得不放棄計劃。
11月26日出戰日本盃作爲復出戰，比賽初段隨即以超高速展開領放，前1000米帶出57.6秒的步速下一度拉開後方20馬位的距離。然而進入直路後，其再度因體力不支而逐步失速，最終以第十二大敗。
完成日本盃後，陣營宣佈將安排其退役，原定於12月23日在中山競馬場舉行退役儀式，但本馬受到感冒影響下推遲至2024年1月8日舉行。

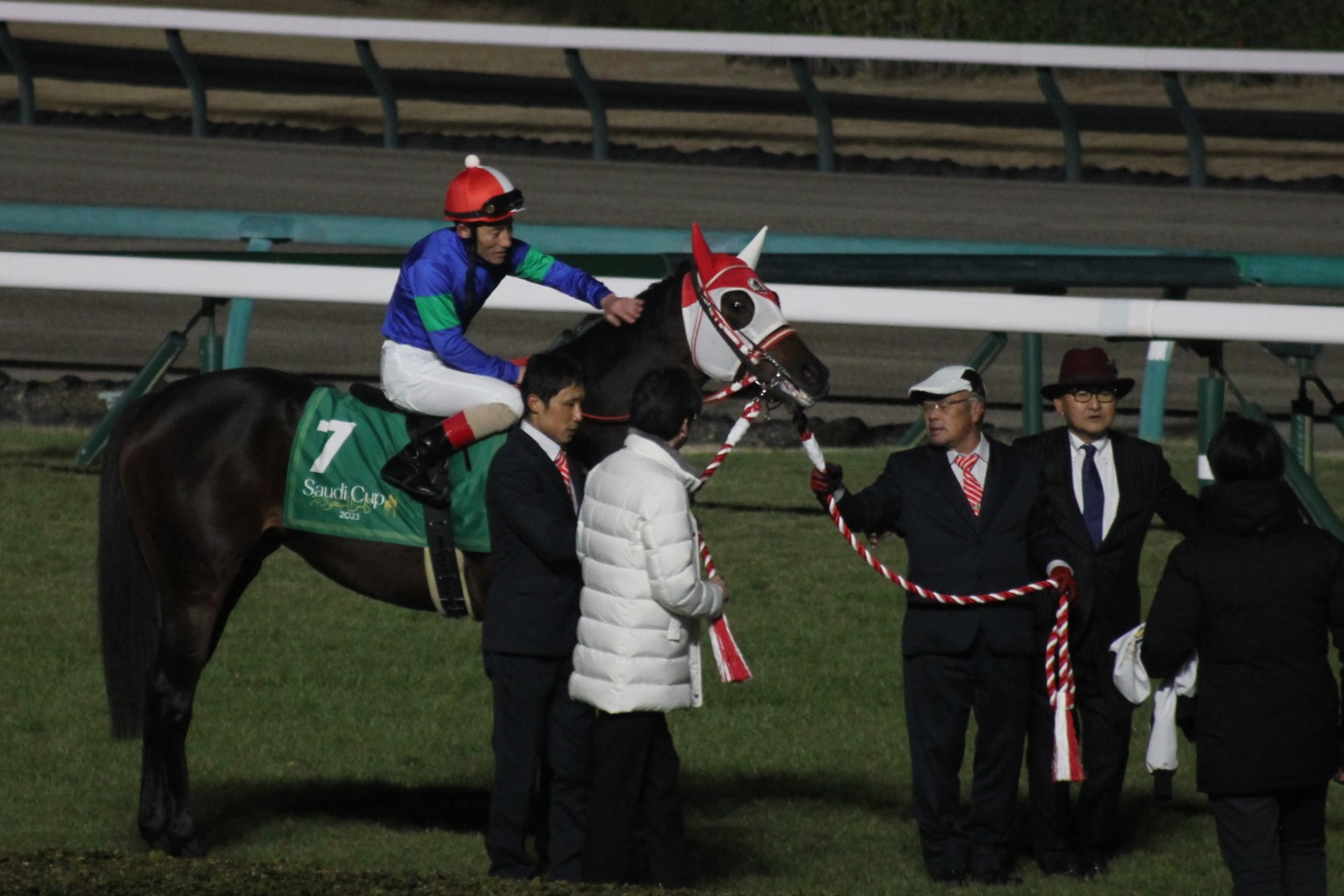
本初之海的退役儀式

### 詳細賽績
| 日期       | 舉辦國家/地區 | 馬場     | 距離   | 級別 | 賽事名稱         | 負重 | 騎師     | 馬號 | 出馬 | 名次     | 時間     | 頭馬（二馬）      |
| ---------- | ------------- | -------- | ------ | ---- | ---------------- | ---- | -------- | ---- | ---- | -------- | -------- | ----------------- |
| 21/9/2019  | 日本          | 阪神     | 草1600 |      | 2歲新馬          | 53   | 坂井瑠星 | 13   | 15   | 6        | 1:38.0   | 樂桃源            |
| 28/9/2019  | 日本          | 阪神     | 草2000 |      | 2歲未勝利        | 53   | 坂井瑠星 | 1    | 7    | 2        | 2:02.6   | 紅線情牽          |
| 12/10/2019 | 日本          | 京都     | 草2000 |      | 2歲未勝利        | 54   | 坂井瑠星 | 8    | 12   | 1        | 2:08.4   | （Satono Venus）  |
| 7/12/2019  | 日本          | 阪神     | 草2000 |      | 歐石楠賞         | 55   | 池添謙一 | 8    | 11   | 6        | 2:01.2   | Hygge             |
| 28/12/2019 | 日本          | 中山     | 草2000 | GI   | 希望錦標         | 55   | 坂井瑠星 | 9    | 13   | 6        | 2:02.7   | 鐵鳥翱天          |
| 26/1/2020  | 日本          | 京都     | 草2000 |      | 若駒錦標         | 56   | 坂井瑠星 | 6    | 6    | 4        | 2:02.9   | Kevin             |
| 8/3/2020   | 日本          | 中山     | 草2000 | GII  | 彌生賞大震撼紀念 | 56   | 坂井瑠星 | 3    | 11   | 9        | 2:04.1   | 里見旗幟          |
| 20/6/2020  | 日本          | 阪神     | 草2000 |      | 3歲以上一捷馬    | 54   | 松山弘平 | 8    | 12   | 1        | 2:00.0   | （Deep King）     |
| 5/7/2020   | 日本          | 福島     | 草1800 | GIII | 日經電台賞       | 54   | 三浦皇成 | 11   | 12   | 2        | 1:48.1   | 巴氏金屬          |
| 27/9/2020  | 日本          | 中京     | 草2000 | GII  | 神戶新聞盃       | 56   | 坂井瑠星 | 10   | 18   | 12       | 2:13.9   | 鐵鳥翱天          |
| 18/10/2020 | 日本          | 東京     | 草2000 | L    | 十月錦標         | 54   | 藤岡佑介 | 14   | 16   | 2        | 1:59.6   | Territorial       |
| 21/11/2020 | 日本          | 阪神     | 草2000 | L    | 仙女座錦標       | 53   | 坂井瑠星 | 8    | 15   | 4        | 1:59.3   | 頌讚角宿          |
| 12/12/2020 | 日本          | 中山     | 泥1800 | L    | 師走錦標         | 54   | 戶崎圭太 | 8    | 16   | 11       | 1:53.6   | 大樹虔誠          |
| 7/2/2021   | 日本          | 小倉     | 草2000 | OP   | 關門橋錦標       | 55   | 菱田裕二 | 8    | 11   | 2        | 2:00.5   | World Winds       |
| 28/2/2021  | 日本          | 中山     | 草1800 | GII  | 中山紀念         | 55   | 三浦皇成 | 12   | 14   | 7        | 1:45.7   | 滂薄無比          |
| 25/4/2021  | 日本          | 阪神     | 草1600 | GII  | 讀賣盃           | 56   | 坂井瑠星 | 3    | 15   | 閘前退賽 | 閘前退賽 | 行進曲            |
| 17/10/2021 | 日本          | 東京     | 草2000 | L    | 十月錦標         | 56   | 吉田豐   | 2    | 18   | 1        | 2:00.0   | （Precious Blue） |
| 14/11/2021 | 日本          | 福島     | 草2000 | GIII | 福島紀念         | 56   | 菱田裕二 | 8    | 16   | 1        | 1:59.2   | （妥保存）        |
| 26/12/2021 | 日本          | 中山     | 草2500 | GI   | 有馬紀念         | 57   | 菱田裕二 | 2    | 16   | 13       | 2:34.4   | 樂透心            |
| 27/2/2022  | 日本          | 中山     | 草1800 | GII  | 中山紀念         | 56   | 吉田豐   | 5    | 16   | 1        | 1:46.4   | （空手道）        |
| 26/3/2022  | 阿聯酋        | 美丹     | 草1800 | GI   | 杜拜草地大賽     | 57   | 吉田豐   | 11   | 14   | 1        | 1:45.77  | （諾斯勳爵）[a]   |
| 26/6/2022  | 日本          | 阪神     | 草2200 | GI   | 寶塚紀念         | 58   | 吉田豐   | 11   | 17   | 8        | 2:10.8   | 領銜              |
| 21/8/2022  | 日本          | 札幌     | 草2000 | GII  | 札幌紀念         | 57   | 吉田豐   | 3    | 16   | 2        | 2:01.2   | 金積驥            |
| 30/10/2022 | 日本          | 東京     | 草2000 | GI   | 秋季天皇賞       | 58   | 吉田豐   | 3    | 15   | 2        | 1:57.6   | 春秋分            |
| 11/12/2022 | 香港          | 沙田     | 草2000 | GI   | 香港盃           | 57   | 吉田豐   | 1    | 12   | 10       | 2:01.98  | 浪漫勇士          |
| 25/2/2023  | 沙特阿拉伯    | 安都拉茲 | 泥1800 | GI   | 沙特盃           | 57   | 吉田豐   | 7    | 13   | 1        | 1:50.80  | （一出成名）      |
| 25/3/2023  | 阿聯酋        | 美丹     | 泥2000 | GI   | 杜拜世界盃       | 57   | 吉田豐   | 9    | 15   | 10       | 2:07.20  | 盈寶奇嶽          |
| 26/11/2023 | 日本          | 東京     | 草2400 | GI   | 日本盃           | 58   | 吉田豐   | 8    | 18   | 12       | 2:24.0   | 春秋分            |

a 其和此賽駒爲平頭冠軍

## 退役後
退役後，本初之海成爲了配種馬，於北海道新日高町Arrow Stud休養，在2024年進行配種，配種費用爲300萬日圓，日本配種季結束後亦會前往澳洲維多利亞州史莊伯吉的玉龍牧場進行穿梭配種，首批子嗣將於2025年出生。首批子嗣可於2027年出賽。

## 血統簡介
父系龍王爲日本賽駒，生涯稱霸短途賽事，包括做出連霸短途馬錦標及香港短途錦標等壯舉，被稱爲日本近代最強短途馬。祖父夏威夷王亦爲日本賽駒，生涯戰績極爲優秀，僅得一戰未能獲勝，曾勝出一級賽NHK一哩賽及東京優駿（日本打吡），爲日本史上首匹贏得變則二冠的賽駒。
母系Miss Pemberley爲愛爾蘭生產的日本賽駒，生涯七戰全敗。外祖父望族爲愛爾蘭生產的法國賽駒，生涯戰績彪炳，曾勝出法國打吡、愛爾蘭打吡、凱旋門大賽及英皇佐治六世及皇后伊利沙伯錦標等六項一級賽。

### 血統表
| 父線：金滿寶系（淘金者系）                            |                             |              |                 |
| 種馬 龍王 2008年（棗色）                              | 夏威夷王 2001年（棗色）     | 金滿寶       | 淘金者          |
| 種馬 龍王 2008年（棗色）                              | 夏威夷王 2001年（棗色）     | 金滿寶       | Miesque         |
| 種馬 龍王 2008年（棗色）                              | 夏威夷王 2001年（棗色）     | Manfath      | 最後大官        |
| 種馬 龍王 2008年（棗色）                              | 夏威夷王 2001年（棗色）     | Manfath      | Pilot Bird      |
| 種馬 龍王 2008年（棗色）                              | Lady Blossom 1996年（棗色） | 雷貓         | 雷鳥            |
| 種馬 龍王 2008年（棗色）                              | Lady Blossom 1996年（棗色） | 雷貓         | Terlingua       |
| 種馬 龍王 2008年（棗色）                              | Lady Blossom 1996年（棗色） | Saratoga Dew | Cormorant       |
| 種馬 龍王 2008年（棗色）                              | Lady Blossom 1996年（棗色） | Saratoga Dew | Super Luna      |
| 繁殖雌馬 Miss Pemberley 2002年（棗色）                | 望族 1996年（棗色）         | 鞍匠井       | 北地舞人        |
| 繁殖雌馬 Miss Pemberley 2002年（棗色）                | 望族 1996年（棗色）         | 鞍匠井       | Fairy Bridge    |
| 繁殖雌馬 Miss Pemberley 2002年（棗色）                | 望族 1996年（棗色）         | Floripedes   | Top Villie      |
| 繁殖雌馬 Miss Pemberley 2002年（棗色）                | 望族 1996年（棗色）         | Floripedes   | Toute Cy        |
| 繁殖雌馬 Miss Pemberley 2002年（棗色）                | Stitching 1992年（棗色）    | High Estate  | Shirley Heights |
| 繁殖雌馬 Miss Pemberley 2002年（棗色）                | Stitching 1992年（棗色）    | High Estate  | Regal Beauty    |
| 繁殖雌馬 Miss Pemberley 2002年（棗色）                | Stitching 1992年（棗色）    | Itching      | Thatching       |
| 繁殖雌馬 Miss Pemberley 2002年（棗色）                | Stitching 1992年（棗色）    | Itching      | Alligatrix      |
| 雌系：Delta系（號族：9-f）                            |                             |              |                 |
| 五代內近親交配：北地舞人 5×4、Special 5×5、Thatch 5×5 |                             |              |                 |

## 命名由來
名字Panthalassa（パンサラッサ）是史前巨型海洋：盤古大洋，聯想自父系龍王的名字，香港則取其意思，以「本初之海」作為翻譯。

## 外部連結
- 本初之海 netkeiba.com （页面存档备份，存于）
- 血統表 （页面存档备份，存于）